# Klasika Primavera 2017
La Klasika Primavera 2017, sessantatreesima edizione della corsa e valevole come evento dell'UCI Europe Tour 2017 categoria 1.1, si svolse il 9 aprile 2017 su un percorso di 171,5 km, con partenza e arrivo a Amorebieta-Etxano, in Spagna. La vittoria fu appannaggio dello spagnolo Gorka Izagirre, che terminò la gara in 4h01'43", alla media di 42,571 km/h, precedendo il colombiano Wilmar Paredes e il portoghese Rui Vinhas.
Sul traguardo di Amorebieta-Etxano 71 ciclisti, su 90 partenti, portarono a termine la competizione.

## Squadre e corridori partecipanti
| N.      | Cod. | Squadra                       |
| ------- | ---- | ----------------------------- |
| 1-8     | MOV  | Movistar Team                 |
| 11-20   | CJR  | Caja Rural-Seguros RGA        |
| 21-30   | MZN  | Manzana Postobón Team         |
| 31-38   | EUS  | Euskadi Basque Country-Murias |
| 41-50   | BBH  | Burgos BH                     |
| 51-60   | STA  | Sporting/Tavira               |
| 61-68   | W52  | W52/FC Porto                  |
| 71-76   | UKO  | Team Ukyo                     |
| 81-90   | KCP  | Massi-Kuwait Cycling Project  |
| 91-96   | DVP  | Dare Viator Partizan          |
| 101-109 | EBL  | Equipo Bolivia                |
| 111-120 | DCT  | Inteja Dominican Cycling Team |

## Ordine d'arrivo (Top 10)
| Pos. | Corridore          | Squadra    | Tempo    |
| ---- | ------------------ | ---------- | -------- |
| 1    | Gorka Izagirre     | Movistar   | 4h01'43" |
| 2    | Wilmar Paredes     | Manzana    | a 6"     |
| 3    | Rui Vinhas         | W52        | s.t.     |
| 4    | Salvador Guardiola | Ukyo       | s.t.     |
| 5    | Óscar Pujol        | Ukyo       | s.t.     |
| 6    | Nick Schultz       | Caja Rural | s.t.     |
| 7    | Ibai Salas         | Burgos BH  | s.t.     |
| 8    | Garikoitz Bravo    | Euskadi    | s.t.     |
| 9    | Eduard Prades      | Caja Rural | a 21"    |
| 10   | Jesús Herrada      | Movistar   | s.t.     |